# Phelotrupes
Phelotrupes är ett släkte av skalbaggar. Phelotrupes ingår i familjen tordyvlar.

## Dottertaxa tillPhelotrupes, i alfabetisk ordning[1]
- Phelotrupes amethystinus
- Phelotrupes armatus
- Phelotrupes auratus
- Phelotrupes bicolor
- Phelotrupes bolm
- Phelotrupes businskyorum
- Phelotrupes cambeforti
- Phelotrupes cheni
- Phelotrupes compressidens
- Phelotrupes davidis
- Phelotrupes denticulatus
- Phelotrupes deuvei
- Phelotrupes formosanus
- Phelotrupes holzschuhi
- Phelotrupes hunanensis
- Phelotrupes immarginatus
- Phelotrupes imurai
- Phelotrupes indicus
- Phelotrupes insulanus
- Phelotrupes jekeli
- Phelotrupes jendeki
- Phelotrupes kerzhneri
- Phelotrupes kubani
- Phelotrupes laevifrons
- Phelotrupes laevistriatus
- Phelotrupes lama
- Phelotrupes masudai
- Phelotrupes masumotoi
- Phelotrupes metallescens
- Phelotrupes nikolajevi
- Phelotrupes oberthuri
- Phelotrupes obscuratus
- Phelotrupes orientalis
- Phelotrupes oshimanus
- Phelotrupes schoolmeestersi
- Phelotrupes scutellatus
- Phelotrupes smetanai
- Phelotrupes strnadi
- Phelotrupes subaeneus
- Phelotrupes substriatellus
- Phelotrupes taiwanus
- Phelotrupes tenuestriatus
- Phelotrupes tsukamotoi
- Phelotrupes variolicollis
- Phelotrupes wrzecionkoi
- Phelotrupes yangi
- Phelotrupes yunnanensis
- Phelotrupes zhangi